# Венгерово
Венгерово — село, административный центр Венгеровского района Новосибирской области. Образует Венгеровский сельсовет — одно из крупнейших сельских поселений Новосибирской области.

## Этимология
Основано в 1753 году как село Голопупово. По топонимической легенде, когда царские чиновники проводили перепись населения, им встретилось несколько голых детей. На соответствующий вопрос им ответили: «Лён не сеем, а мануфактурные фабрики далеко, да и живём бедно, вот и приходится бегать с голыми пупами». Населённый пункт не имел названия, и было решено назвать его Голопупово. По оценке Е. М. Поспелова, название Голопупово дано от антропонима. Судя по хранящимся в государственном архиве Новосибирской области (ГАНО) метрическим книгам расположенной в селе Спасской церкви, село было переименовано по названию церкви в Спасское ориентировочно после 1830 г., поскольку до 1829 г. включительно данный населённый пункт всё ещё носит название Голопупопово.
В 1933 году переименовано в Венгерово в честь местного уроженца, красного партизана М. Т. Венгерова.

## География

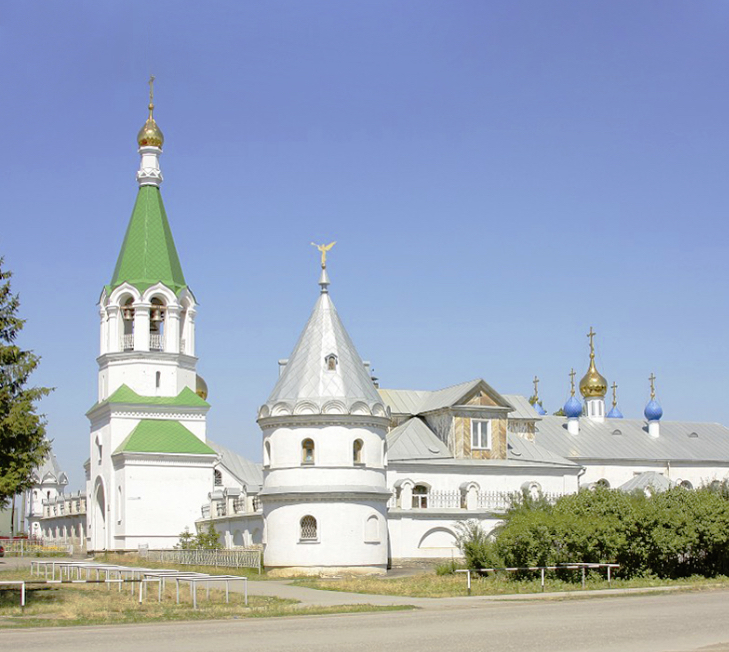
Спасский монастырь. Центр села Венгерова

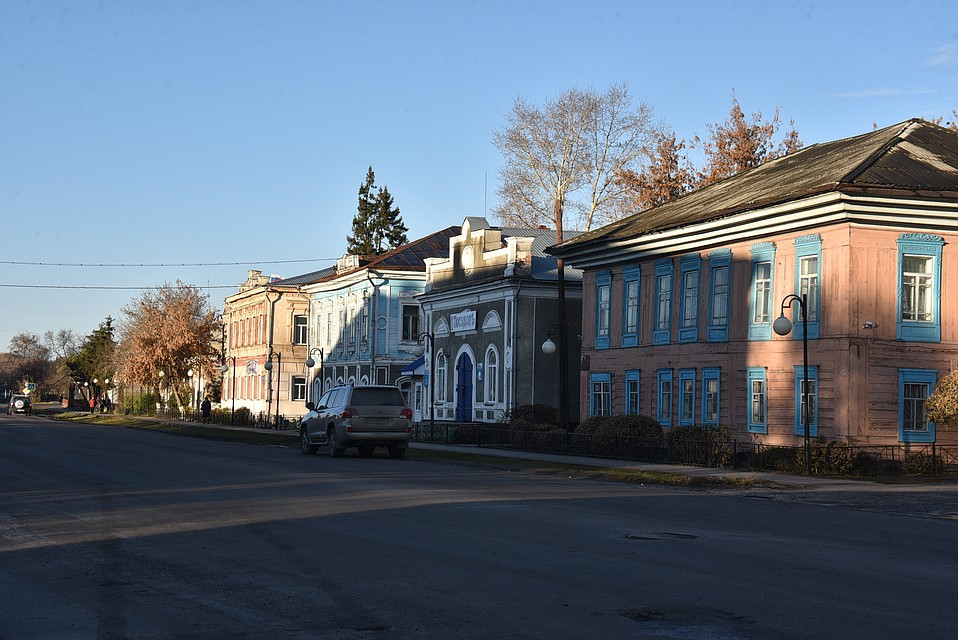
Село Венгерово. Улица Ленина, старинные купеческие особняки. Центр села

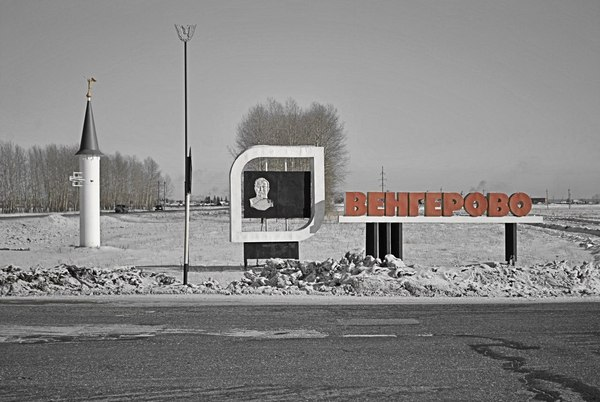
Село Венгерово. Знак с изображением М. Т. Венгерова у въезда в село со стороны Чанов и Омска

Венгерово расположено в Западной Сибири, на западе Новосибирской области, в нижнем течении реки Тартас, на левом её берегу. На противоположном правом берегу Тартаса расположено село Новый Тартас. В районе Венгерова река Тартас образует несколько стариц.
Венгерово вытянуто приблизительно на 6 км с запада на восток, вдоль дороги Усть-Тарка — Северное.

## История
Венгерово основано как зимовье в 1753 году (по другим данным — в 1763 году).
В начале XIX века с постройкой церкви Святого Спаса село было переименовано в Спасское. В XIX веке село Спасское было административным центром Усть-Тартаской волости, центром Спасского комиссариатства Каинского уезда. Через село проходил Сибирский тракт. В селе устраивали три ярмарки: Крещенская (6-10 января), Троицкая (в начале лета) и Михайловская (8-12 ноября). К концу XIX века Спасское становится центром сельскохозяйственного района, развивается промышленное маслоделие. В конце XIX века — начале XX века Спасское — место ссылки политических ссыльных, в селе появляется подпольная революционная организация.
Энциклопедический словарь Брокгауза и Ефрона (1907 год) даёт следующее описание села:
«Спасское — село Томской губернии, Каинского уезда, при реке Тартасе. Жителей 1350. Церковь каменная, римско-католический молитвенный дом, сельское училище, странноприимный дом, врачебно-приемный покой, почтово-телеграфная контора, три ярмарки, из них главная с 8 по 16 ноября, с оборотом до 150000 руб. (жировые, кожевенные и мануфактурные товары по преимуществу), еженедельные базары, 3 кожевенных завода, водяная мельница, много лавок и сельский хлебозапасный магазин. Селение хорошо обстроено и считается одним из наиболее торговых и зажиточных в уезде.»
В 1933 году Спасское переименовано в Венгерово в честь М. Т. Венгерова, уроженца села, погибшего во время Гражданской войны. Солдат царской армии, участник Первой мировой войны и Февральской революции, Венгеров в 1918 году стал комиссаром партизанского отряда в 800 человек. В 1919 году, когда отряд вёл боевые действия против Колчака, Венгеров попал в плен, был привезён в родное село и по приговору суда расстрелян 26 июня на берегу реки Тартас на глазах у жителей села.

## Население
| 1959  | 1970  | 1979  | 1989  | 2002  | 2007  | 2010  | 2012  | 2013  |
| ----- | ----- | ----- | ----- | ----- | ----- | ----- | ----- | ----- |
| 4568  | ↗5161 | ↗5948 | ↗7191 | ↘7165 | ↗7325 | ↘7035 | ↘6928 | ↘6860 |
| 2014  | 2015  | 2016  | 2017  | 2018  | 2019  | 2020  | 2021  |       |
| ↘6691 | ↘6667 | ↘6616 | ↗6671 | ↗6707 | →6707 | ↘6696 | ↘6090 |       |

Гендерный состав
В 2002 году по данным Всероссийской переписи населения 3371 мужчина (47 %) и 3794 женщины (53 %).

## Экономика
- Цеха по переработке мяса
- Хлебокомбинат
- Райпо
- Переработка молока
- Частное предпринимательство

## Русская православная церковь
- Церковь Святого Спаса (XIX век). Проект выполнил архитектор Томской епархии И. Ю. Шраер (совместно с П. П. Нарановичем, проект 1890)[26] Расположена в центре села. Сто лет назад с высокой трёхъярусной колокольней и пятиглавым собором была одной из самых красивых церквей в Томской губернии. В советское время были снесены купола, кровля колокольни, кресты, церковь стала однокупольной[7].

## Архитектура и достопримечательности
Архитектура села представлена деревянными домами, построенными в дореволюционное время, а также несколькими многоэтажными зданиями советского периода.
Основные достопримечательности:
- Венгеровский районный краеведческий музей имени П. М. Пономаренко.
- Несколько купеческих домов XIX века.
- Могила М. Т. Венгерова, расположенная на центральной площади Венгерова.
- Монумент воинам, не вернувшихся с Великой Отечественной войны.
- Аллея Героев Советского Союза.
- Деревянный жилой дом № 121 по улице Воровского.

Венгеровский районный краеведческий музей имени П. М. Пономаренко
Музей расположен на первом этаже старинного купеческого дома Д. С. Кочугова. Краеведческий музей был открыт в Венгерово в 1978 году. Музей включает три зала: археологии, истории досоветского и советского периода. Музей носит имя краеведа-основателя музея, его посещают в среднем 3700 человек в год. В музее содержится 4781 экспонат. Среди наиболее примечательных:
- старинные предметы быта и орудия труда крестьян,
- рога гигантского оленя, найденные в 1991 году,
- материалы Гражданской войны,
- археологические находки кулайской культуры (конец I тысячелетия до нашей эры),
- каменный топор,
- костяные наконечники для стрел,
- трёхгранный наконечник для пики длиной 17 сантиметров, использовавшийся партизанами в Гражданской войне,
- металлический ящик для хранения церковных ценностей, изготовленный в 1879 году в селе Лысково,
- металлические кандалы для ног, найденные при строительстве здания райисполкома Венгеровского района,
- дорожная коробочка для мыла, на которой сохранилась надпись «Поставщик Двора его императорского…»,
- колокольчик 1817 года, изготовленный в городе Слободской,
- рог быка, использовавшийся для кормления детей,
- деревянная расписная конская дуга с резьбой,
- три картины, посвящённые М. Т. Венгерову: «Создание партизанского отряда», «Утро перед казнью», «Расстрел»[7][27].

Кроме того, в музее регулярно проходят выставки частных коллекций сельчан.
Метеорит
В метеоритной коллекции Российской академии наук хранится метеорит (2 экз. весом 9,3 кг и 1,5 кг) под названием «Венгерово», координаты падения 56°08′00″ с. ш. 77°16′00″ в. д., дата падения: 11 октября 1950 года.

## Археология
- Сопка-2[31] — археологический памятник, расположенный в 7 км к югу от Венгерово, недалеко от слияния рек Омь и Тартас. Обнаружена П. М. Пономаренко в 1973 году. Сопка-2 представляет собой протянувшийся на полтора километра комплекс могильников различных исторических эпох, включающий около 100 курганов и 700 захоронений. Захоронения относятся к кротовской, ирменской, саргатской, потчевашской и другим культурам. Самые старые захоронения датируются 4 тыс. до н. э., самые поздние — началом II тыс. н. э., наиболее массовые — серединой II тыс. до н. э. Наибольший интерес из всех находок представляют изделия из бронзы и керамика. Материалы раскопок хранятся в Венгеровском краеведческом музее, музее Института археологии и этнографии в Новосибирске, Новосибирском краеведческом музее[7].
- Краниологическая серия из 11 черепов (пять мужских и шесть женских) из двух поминально-погребальных комплексов неолитического могильника Венгерово-2А второй половины VI — первой половины V тыс. до н. э. имеет два компонента. Один из них имеет автохтонное происхождение и сближает венгеровские останки с людьми, погребёнными в могильниках Протока и Сопка-2/1, второй компонент имеет истоки в Волго-Уральском междуречье[32].
- Для могильника Протока, с которым синхронизируют материалы Венгерово 2а, получены радиоуглеродные даты 6220 ± 80 и 6355 ± 200 лет, для погребального комплекса Венгерово-2 — около 6300 — 6100 лет назад[33].

## Известные уроженцы и жители
- Григорий Елисеев — российский публицист, демократ, сотрудник журнала «Современник», один из редакторов журнала «Отечественные записки», автор статей по крестьянскому вопросу. Родился в селе 6 февраля [25 января] 1821.
- В мае 1918 г. в деревне Большой Сюган (ныне Венгеровский район) родился младший сержант Пётр Барбашёв, герой Советского Союза посмертно (13 декабря 1942 г.), 9 ноября 1942 год в бою за село Гизель (ныне Пригородный район РСО) закрыл своим телом амбразуру огневой точки[34]. Его именем названы школа и улица во Владикавказе, школа и улицы в Новосибирске и в Венгерове.
- В 1924 году в селе родился разведчик, герой Советского Союза Виктор Леонов.

- 25 сентября 1950 года в селе скончался искусствовед Алексей Некрасов, находившийся там в ссылке с 1949 года (позднее реабилитирован).
- В Венгерово в 1961 году родился учёный-физик Александр Кузьмин — доктор физико-математических наук, ведущий научный сотрудник института ядерной физики сибирского отделения Российской академии наук.